# تیم ملی والیبال مردان اندونزی
تیم ملی والیبال مردان اندونزی تیم ملی والیبال مردان کشور اندونزی است. رده‌بندی جهانی اف‌آی‌وی‌بی این تیم در ۲۲ ژوئیه سال ۲۱۳، ۵۱ بوده است.